# Алекса Вајлд
Александра (Копривница, 29. фебруар 1988), позната под уметничким именом Алекса Вајлд (енгл. Alexa Wild), хрватска је порнографска глумица.

## Каријера
Алекса Вајлд је своју каријеру у порно индустрији започела 2011. године. Велику популарност осим у Хрватској стекла је и у земљама бивше Југославије. Позната је као прва хрватска међународна високобуџетна порнографска глумица. Осим у Хрватској, порно-филмове снима у целој Европи. Снимала је и са познатим порно глумцима као што су Роко Сифреди и Пир Водман. Познатији филмови који су стекли популарност и ширу пажњу јавности су: Vatrena Hrvatica Alexa Wild i prijatelji, Alexa i Max Wild - prvi hrvatski porno par, који је снимала са својим супругом Макс Вајлдом, Nove ex-Yu porno zvijezde, Hrvatsko-srpska seks rapsodija, као и словеначки Идемо својим путем, који је снимала са словеначком старлетом Уршком Чепин, хрватском порно-глумицом Тином Блејд, српском порно звездом Чери Кис и словеначким Сантаном Блу и Ла Тојом. Наступала је на више сајмова еротике.

## Изабрана филмографија
| Година | Назив филма                                | Продукција  |
| ------ | ------------------------------------------ | ----------- |
| 2013.  | Alexa i Max Wild - prvi hrvatski porno par | Zauder Film |
| 2012.  | Идемо својим путем                         | Zavod 69    |
| 2012.  | Hrvatsko-srpska seks rapsodija             | Zauder Film |
| 2012.  | Models jung und verfickt                   | Magma       |
| 2012.  | Nove ex-Yu porno zvijezde                  | Zauder Film |
| 2012.  | Perry's DP's 3                             | Evil Angel  |
| 2012.  | Rocco's POV 20                             | Evil Angel  |
| 2012.  | Vatrena hrvatica Alexa Wild i prijatelji   | Zauder Film |
| 2012.  | Versklavt 2                                | Magma       |
| 2012.  | Viens Diner Ma Femme Est Au Menu           | JTC         |